# 韓國駐日本大使館
大韓民國駐日本大使館（：／），簡稱韓國駐日大使館，是大韓民國自1965年起與日本國建交以後，在東京設立的外交代表機構。
1948年8月15日大韓民國建國後，在1949年1月20日於東京都中央區銀座4丁目設立駐日本韓國代表部。1951年10月在日韓國人徐甲號在東京都港區南麻布購入用地興建大使館，並無償貸款給韓國政府，1962年11月11日轉贈給韓國政府。
1965年6月22日韓國與日本簽訂《大韓民國與日本國間基本關係相關條約》，建立正式外交關係，同年12月18日駐日本韓國代表部昇格為大使館，金東祚（韓語：김동조）是第一位大韓民國駐日本大使。
2013年6月、南麻布的大使館館舍及大使公邸完工，同年7月18日啟用。
現任大使是朴喆熙。

## 外部連結
- 駐日本国大韓民国大使館 （页面存档备份，存于）